# Skalfaktor
Med skalfaktor avses oftast kosmisk skalfaktor, parametern {\displaystyle a} i Friedmanns ekvationer. Den är i regel en funktion av tiden och representerar metrikens relativitet i universums expansion. Skalfaktorn relaterar egenavståndet (som kan ändras med tiden, i motsats till det medflyttande avståndet som är konstant) mellan ett par objekt, till exempel två galaxkluster, som rör sig med Hubble-flödet i ett expanderande eller kontraherande FLRW universum vid någon godtycklig tidpunkt {\displaystyle t} till deras avstånd vid en referenstidpunkt {\displaystyle t_{0}}. I matematisk notation:
{\displaystyle d(t)=a(t)d_{0},\,}
där {\displaystyle d(t)} är egenavståndet vid epoken {\displaystyle t}. {\displaystyle d_{0}} är avståndet vid referenstidpunkten {\displaystyle t_{0}} och {\displaystyle a(t)} är skalfaktorn. Således är per definition, {\displaystyle a(t_{0})=1}.
Skalfaktorn är dimensionslös, med {\displaystyle t} räknad från universums födelse och {\displaystyle t_{0}} satt till gällande värde på universums ålder: {\displaystyle 13,798\pm 0,037\,\mathrm {Gyr} }, vilket ger det gällande värdet på {\displaystyle a} som {\displaystyle a(t_{0})} eller {\displaystyle 1}. 
Skalfaktorns utveckling är en dynamisk fråga, som bestäms av allmänna relativitetsteorins ekvationer, vilka i fallet med ett lokalt isotropiskt, lokalt homogent universum representeras av Friedmanns ekvationer.
Hubbleparametern definieras:
{\displaystyle H\equiv {{\dot {a}}(t) \over a(t)}}
där punkten avser en gängse tidsderivata. Från det föregående uttrycket {\displaystyle d(t)=d_{0}a(t)} ser man att {\displaystyle {\dot {d}}(t)=d_{0}{\dot {a}}(t)}, och således {\displaystyle d_{0}={\frac {d(t)}{a(t)}}}. Kombinera dessa ger {\displaystyle {\dot {d}}(t)={\frac {d(t){\dot {a}}(t)}{a(t)}}}, och substituera definitionen av Hubbleparametern ovan, ger {\displaystyle {\dot {d}}(t)=Hd(t)} vilket är just Hubbles lag.